# Suryavarman I
Suryavarman I, död 1050, var en kambodjansk monark. Han var kung av Khmerriket mellan 1010 och 1050.